# Holocotylon brandegeeanum
Holocotylon brandegeeanum är en svampart som beskrevs av Lloyd 1906. Holocotylon brandegeeanum ingår i släktet Holocotylon och familjen Agaricaceae.   Inga underarter finns listade i Catalogue of Life.